# Jonathan Cain

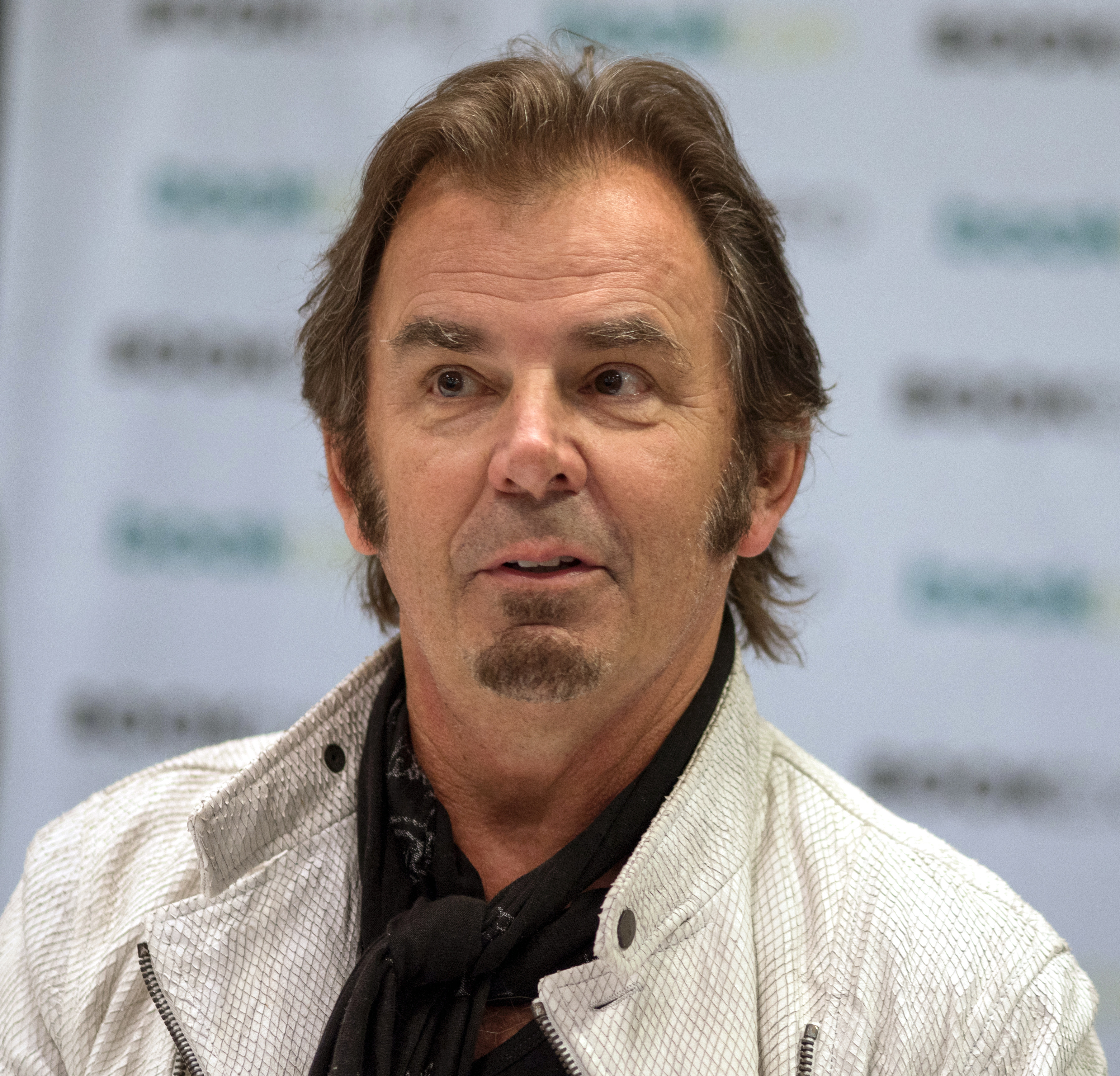
Jonathan Cain

Jonathan Cain, född Jonathan Leonard Friga den 26 februari 1950 i Chicago, Illinois, är en amerikansk musiker, mest känd som keyboardist och låtskrivare i rockbandet Journey. Han skrev flera av bandets största hits som Open Arms, Faithfully och Don't Stop Believin' Han har även varit medlem i banden The Babys på 1970-talet och Bad English i början på 1990-talet samt släppt flera soloalbum.
Cain ersatte Journeys originalkeyboardist Gregg Rolie 1980. Med sina framträdande syntar och låtskrivande tog han bandets popularitet till nya höjder vilket resulterade i ett mer kommersiellt sound på de storsäljande plattorna Escape" (1981), Frontiers (1983) och Raised On Radio (1986).
Då Journey gjorde ett uppehåll 1987 spelade Cain, tillsammans med Neal Schon, på andra artisters skivor, bland annat Michael Boltons The Hunger och Jimmy Barnes Freight Train Heart. 1989 bildade Cain, tillsammans med Journey-gitarristen Neal Schon och The Babys-sångaren John Waite AOR-bandet Bad English. Ifrån den självbetitlade debutplattan blev låten When I See You Smile en världshit, skriven av Diane Warren. 
Bandet upplöstes efter den andra plattan, Backlash, 1991. 
Cain har alltsedan 1990-talet åter tagit upp sin solokarriär där han släppt pianobaserade album där han också sjunger det mesta av materialet. Han har parallellt fortsatt att spela in skivor och turnera med Journey.
Jonathan Cain har fått två BMI songwriters awards för Who's Crying Now och Open Arms som han skrivit tillsammans med bandets dåvarande sångare Steve Perry.

Cains självbiografi, Don't Stop Believin': The Man, the Band, and the Song That Inspired Generations släpptes i juni 2018. 

## Diskografi

### Soloalbum
- Windy City Breakdown (1977) Bearsville/Wounded Bird Records.
- Back to the Innocence (1995) Intersound Records.
- Piano with a View (1995) Higher Octave Records.
- Body Language (1997) Higher Octave Records.
- For a Lifetime (1998) Higher Octave Records.
- Namaste (2001) Wildhorse Records.
- Anthology (2001) One Way Records.
- Animated Movie Love Songs (2002) One Way Records.
- Bare Bones (2004) AAO Records.
- Where I Live (2006) AAO Records.
- What God Wants to Hear (2016) Identity Records.

### Med Journey
- Escape (1981)
- Frontiers (1983)
- Raised on Radio (1986)
- Greatest Hits (1977-1987) (1988)
- Time 3 (1992) (Box set)
- Trial by Fire (1996)
- Greatest Hits Live 1997 (1998)
- Arrival (2001)
- The Essential Journey (2001)
- Red 13 - EP (2002)
- Generations (2005)
- Revelation  (2008)
- Eclipse  (2011)

### Med Bad English
- Bad English  (1989)
- Backlash  (1991)

### Med The Babys
- Union Jacks  (1980)
- On The Edge  (1980)
- Anthology  (1981)